# Gąska korzeniasta
Gąska korzeniasta (Tricholoma sudum (Fr.) Quél.) – gatunek grzybów należący do rzędu pieczarkowców (Agaricales).

## Systematyka i nazewnictwo
Pozycja w klasyfikacji według Index Fungorum: Tricholoma, Tricholomataceae, Agaricales, Agaricomycetidae, Agaricomycetes, Agaricomycotina, Basidiomycota, Fungi.
Po raz pierwszy opisał go w 1838 r. Elias Fries, nadając mu nazwę Agaricus sudum. Obecną nazwę nadał mu Lucien Quélet w 1873 r. Ma 10 synonimów. Niektóre z nich:
- Agaricus sudus Fr. 1838
- Gyrophila suda (Fr.) Quél. 1886[2].

Polską nazwę zarekomendował Władysław Wojewoda w 2003 r.

## Występowanie
Znane jest występowanie gąski korzeniastej głównie w Europie, poza nią podano nieliczne miejsca występowania w azjatyckiej części Rosji i w Ameryce Północnej. W Polsce W. Wojewoda w 2003 r. przytoczył cztery stanowiska z uwagą, że rozprzestrenienie tego gatunku i stopień zagrożenia nie są znane.
Naziemny grzyb mykoryzowy występujący w lasach sosnowych i w lasach liściastych.